# تأشيرة J-1

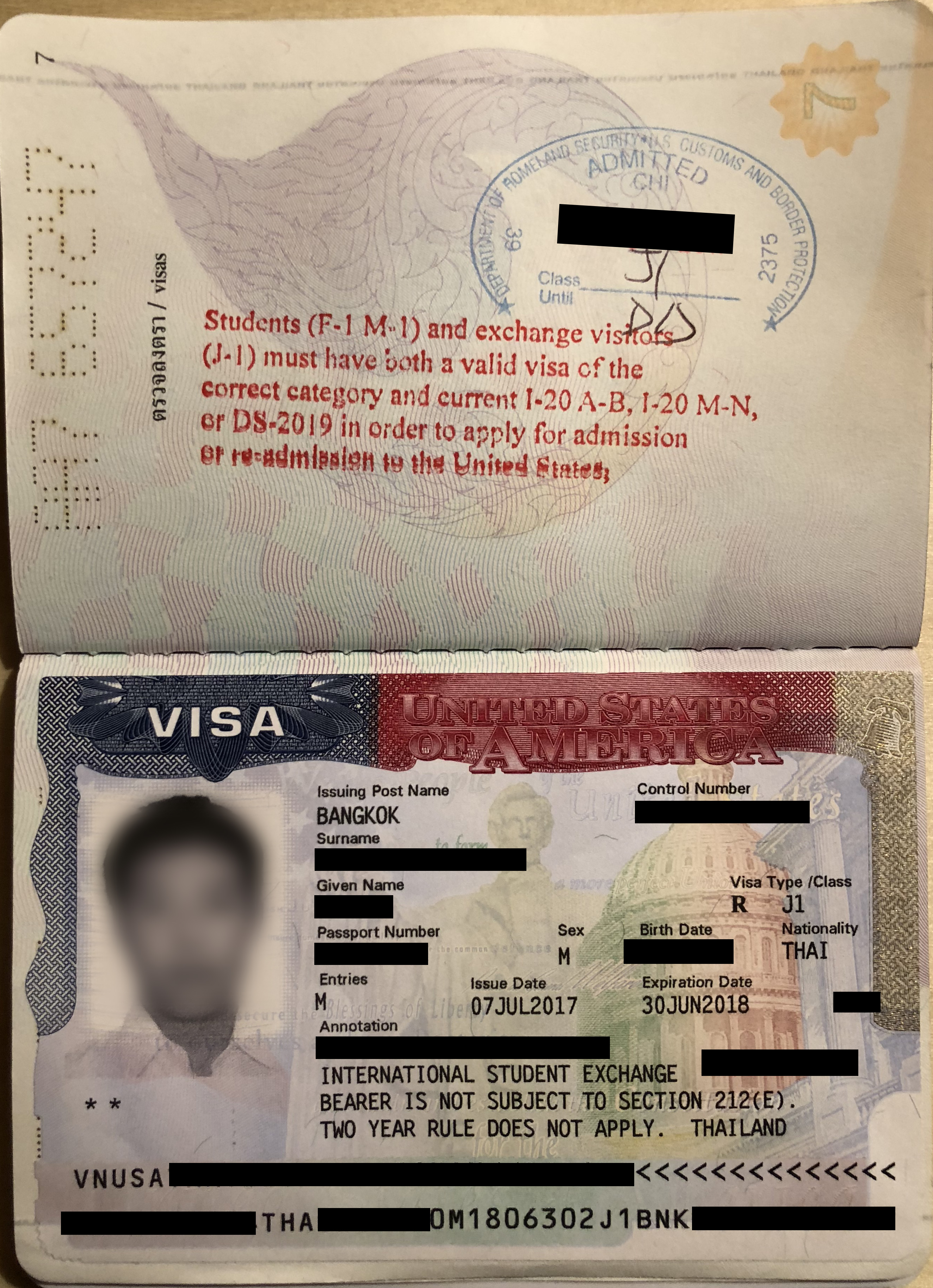

تأشيرة J-1 هي تأشيرة لغير المهاجرين تصدرها الولايات المتحدة للبحث عن العالِمين والاساتذة وتبادل الزوار المشاركين في البرامج التي تعزز التبادل الثقافي، بشكل خاص للحصول على التدريب الطبي أو التجاري داخل الولايات المتحدة. ويجب على جميع المتقدمين استيفاء معايير الأهلية، اللغة الإنجليزية مطلوبة، ويتم رعايتها إما عن طريق جامعة أو القطاع الخاص أو برنامج حكومي. تم إصدار 343,800 تأشيرة J-1 في عام 2017.
-      مدة الوضع
قد يظل زائرو J-1 في الولايات المتحدة حتى نهاية برنامج التبادل الخاص بهم، كما هو محدد في النموذج DS-2019. بمجرد انتهاء برنامج زائر J-1، قد يبقى هو أو هي في الولايات المتحدة لمدة 30 يومًا إضافيًا، يشار إليها غالبًا باسم «فترة السماح»، من أجل الاستعداد لمغادرة البلاد.
*شهادة التأشيرة J-1 الفعلية لا توثق على وجه التحديد «فترة السماح» لما بعد الدراسة / الامتحان التي مدتها 30 يومًا، وبالتالي فقد رفض بعض موظفي شركات الطيران إصدار بطاقة صعود للطالب القادم. على وجه الخصوص، عندما تستخدم تذكرة العودة للطالب بعد انتهاء صلاحية تأشيرة J-1. على سبيل المثال: تاريخ العودة هو اليوم التالي بعد آخر اختبار للطالب.
*إذا غادر الزائر الولايات المتحدة خلال هذه الأيام الثلاثين، فلا يجوز للزائر الدخول مرة أخرى بتأشيرة J-1.
يتم تحديد الحد الأدنى والحد الأقصى لمدة الإقامة حسب الفئة المحددة J-1 والتي بموجبها يتم قبول زائر التبادل في الولايات المتحدة.

كما هو الحال مع تأشيرات غير المهاجرين الأخرى، يُطلب من حامل التأشيرة J-1 وتابعيه مغادرة الولايات المتحدة في نهاية مدة الإقامة.

-      إلزامية طلب الإقامة
العديد من الأشخاص في الولايات المتحدة الحاصلين على تأشيرة دخول J-1 يخضعون لمتطلبات الإقامة في المنزل لمدة عامين والمذكورة في المادة 212 (هـ) من قانون الهجرة والجنسية. وفقًا للمادة 212 (هـ)، قبل تغيير تأشيرة الإقامة (H-1B أو L1 ، على سبيل المثال)، قبل أن يحمل تأشيرة دخول J-1 مع شرط الإقامة في المنزل لمدة عامين، أو التكيف مع وضع الإقامة الدائمة للولايات المتحدة، يجب على الشخص إما العودة إلى بلد الإقامة الأخير لمدة عامين أو الحصول على تنازل عن شرط الإقامة في المنزل لمدة عامين.
عند مغادرتهم الولايات المتحدة، يتعين على العديد من حاملي تأشيرة دخول J-1 إكمال وجود مادي إلزامي لمدة عامين في بلدهم الأصلي قبل العودة إلى الولايات المتحدة بموجب تأشيرات ثنائية النوايا، مثل H-1B. 
وهذا ينطبق على أولئك الذين تم تمويل برنامج التبادل من قبل حكومتهم أو الحكومة الأمريكية، ويشمل المعرفة المتخصصة أو المهارات التي تعتبر ضرورية من قبل بلدهم الأصلي أو إذا تلقوا تدريبات طبية عليا. يمكن تقديم الإقامة لمدة عامين على فترات متعددة. يمكن التنازل عن الإقامة الإلزامية لمدة عامين في الوطن بموجب الشروط التالية:

*لا يوجد بيان اعتراض (NOS) صادر عن حكومة البلد الأصلي لحاملي تأشيرة J.
*المشقة الاستثنائية: إذا كان بإمكان حامل J-1 إثبات أن رحيله / ها ستسبب مشقة استثنائية لمواطنه الأمريكي أو المعالين المقيمين بشكل قانوني دائم.
*الاضطهاد: إذا تمكن حامل J-1 من إثبات أنه يمكن أن يتعرضوا للاضطهاد في بلده الأصلي.
*وكالة حكومية مهتمة: تنازل صادر لحامل J-1 من قبل وكالة حكومية اتحادية أمريكية حددت أن هذا الشخص يعمل في مشروع لصالحه أو مصلحته وأن رحيل الشخص سيضر بمصلحته.
*برنامج كونراد: تنازل صادر عن خريج طبي أجنبي لديه عرض عمل بدوام كامل في مرفق للرعاية الصحية في منطقة مخصصة للنقص في الرعاية الصحية أو في مرفق للرعاية الصحية يخدم مرضى من هذه المنطقة المخصصة.

بالنسبة إلى التنازل عن بيان عدم الممانعة J-1، يتعين على حكومة البلد الأصلي للتبادل إصدار بيان بعدم الممانعة (NOS) من خلال سفارتها في واشنطن العاصمة مباشرة إلى قسم مراجعة الإعفاء من عدم الاعتراض على عدم تبادل الزائر التبادلي البلد الأم للوفاء بمتطلبات INA 212 (e) للإقامة الأجنبية لمدة عامين، ولا يعترض على إمكانية أن يصبح زائر التبادل مقيماً في الولايات المتحدة.

-      متطلبات تقديم التقارير
يُطلب من رعاة تأشيرة J-1 مراقبة تقدم ورفاهية المشاركين. يجب على رعاة تأشيرة J-1 التأكد من أن أنشطة المشاركين تتسق مع فئة البرنامج المحددة في نموذج المشاركين DS-2019. يتعين على الرعاة أيضًا مطالبة المشاركين بتقديم معلومات الاتصال الحالية (العنوان ورقم الهاتف) والحفاظ على هذه المعلومات في ملفاتهم.

يجب أن يكون لدى جميع المتقدمين الزائرين التبادل DS-2019 الذي تم إنشاؤه بواسطة SEVIS صادر عن راعي معيّن لـ DOS ، والذي يقدمه عند التقدم بطلب للحصول على تأشيرة زائر التبادل الخاصة بهم. يتحقق الموظف القنصلي من سجل DS-2019 إلكترونيًا من خلال نظام SEVIS من أجل معالجة طلب تأشيرة زائر التبادل الخاص بك إلى نهايته. ما لم يتم إعفاؤه بخلاف ذلك، يجب على مقدمي طلبات التبادل الزائرين دفع رسوم SEVIS I-901 إلى DHS لكل برنامج فردي.

يتم الاحتفاظ بالسجلات الإلكترونية الخاصة بالزائرين J-1 ومعاليهم في نظام معلومات الزائر وتبادل الطلاب (SEVIS) لبرنامج الزائر وتبادل الطلاب من قبل راعي البرنامج. يجب على زوار J-1 الإبلاغ عن معلومات معينة، مثل تغيير الاسم القانوني أو تغيير العنوان، في غضون 10 أيام. يُعتبر الفشل انتهاكًا لوضع الهجرة الخاص بالزائر J-1 وقد يؤدي إلى إنهاء برنامج التبادل للزائر.

-      فئات J-1
وجد فئات مختلفة داخل برنامج J-1، كل منها تحدد الغرض أو نوع التبادل. بينما تم تسمية معظم فئات J-1 بشكل صريح في اللوائح الفيدرالية التي تحكم برنامج J-1، تم استنتاج فئات أخرى من اللغة التنظيمية. 

برامج القطاع الخاص:
*طالب، مدرسة ثانوية
*الاتحاد الأفريقي الزوج و EduCare
*مستشار المعسكر (المعسكر الصيفي)
*المتدرب
*سفر العمل
*مدرس
*المتدرب
*التدريب على الطيران (تم إنهاء امتيازات J-1 اعتبارًا من 1 يونيو 2010)
*طبيب أجنبي

البرامج الحكومية والأكاديمية:
*طالب، كلية / جامعة
*زائر حكومي
*زائر دولي
*أستاذ وباحث باحث
*الباحث على المدى القصير
*متخصص

-      تحصيل الضرائب
تختلف ضريبة الدخل التي يحصل عليها زائرو J-1 وفقًا للفئة المحددة التي تم قبول الزائر بموجبها؛ البلد الأصلي للزائر؛ ومدة إقامة الزائر في الولايات المتحدة. يُعفى حاملو تأشيرة J-1 من دفع ضرائب قانون اشتراكات التأمين الفيدرالي (للضمان الاجتماعي والرعاية الطبية) عندما يكونون من غير المقيمين لأغراض ضريبية، والتي عادة ما تكون أول خمس سنوات تقويمية إذا تم تصنيفهم كطلاب، أو أول سنتين تقويميتين إذا تم تصنيفهما كمعلمين أو متدربين. ومع ذلك، فإنها تخضع للضرائب الفيدرالية والولائية والمحلية الأخرى المطبقة. يجب على الأشخاص الموجودين في J-1 تقديم ضرائب الدخل الفيدرالية والذين كانوا في الولايات المتحدة لمدة خمس سنوات أو أقل (للطلاب) أو سنتين أو أقل (للمعلمين والمتدربين) استخدام ضريبة 1040NR أو 1040NR-EZ غير المقيمين نماذج. قد يكون بعض حاملي تأشيرة الدخول من J-1 مؤهلين لبعض أحكام معاهدة الضرائب بناءً على بلدهم الأصلي.

يمكن أيضًا لأصحاب العمل الذين يستأجرون زائرين J-1 توفير ضرائب الرواتب. عندما لا يدفع زوار J-1 ضرائب الضمان الاجتماعي أو الرعاية الطبية أو البطالة الفيدرالية، فلا يتعين على أرباب العمل مطابقة هذه الضرائب. صاحب العمل المعتاد الذي يستأجر 5 زائرين للعمل / السفر J-1 ويدفع 8 دولارات في الساعة لكل منهم قد يوفر أكثر من 2317 دولار في موسم نموذجي مدته 4 أشهر.

-      التاريخ
أدخلت الولايات المتحدة برنامج تأشيرات الزيارة التبادلية J-1 بموجب قانون التبادل التعليمي والثقافي المتبادل (قانون فولبرايت - هايز لعام 1961). تتم إدارة تأشيرة الدخول J-1 بواسطة وكالة المعلومات الأمريكية (USIA) لتعزيز العلاقات بين الولايات المتحدة ودول أخرى. لقد خضعت لسلطة USIA وليس مصلحة الهجرة والجنسية لأن الغرض الرئيسي منها هو نشر المعلومات؛ هدفها هو إعطاء الأفراد التدريب والخبرة في الولايات المتحدة بحيث يمكنهم استخدامها لصالح بلدانهم الأصلية. ساعدت هذه التبادلات وزارة الخارجية في تعزيز أهداف السياسة الخارجية للولايات المتحدة.

بدأ برنامج J-1 بجلب العلماء إلى الولايات المتحدة مؤقتًا لهدف تعليمي محدد، مثل التدريس وإجراء البحوث. ثم امتدت لتشمل العديد من برامج تبادل الزوار الأخرى التي تشترك في نفس الهدف، مثل برنامج au au ، أو الزائر الحكومي، أو أستاذ أو باحث أو باحث قصير الأجل، و Work and Travel USA وبرامج المتدربين.

-      لائحة جديدة لعام 2011
مطلوب عرض عمل قبل مقابلة التأشيرة. يجب أن يكون لدى الطلاب من ستة بلدان معينة (بلغاريا وروسيا ورومانيا وأوكرانيا ومولدوفا وروسيا البيضاء) عرض عمل تم تأكيده من قبل منظمة راعية قبل أن يتمكن الطالب من التقدم بطلب للحصول على تأشيرة. بسبب هذه المتطلبات، يجب على أرباب العمل والطلاب الحصول على التوظيف والتأشيرة. بدأت هذه اللوائح بسبب مزاعم الاتجار بالجنس، والممارسات التجارية غير القانونية، والسكن غير المناسب، والضعف العام لمستلمي تأشيرة J-1. 

في عام 2011، وفقًا لتقرير نشرته صحيفة نيويورك ديلي نيوز، أعلنت وزارة الخارجية الأمريكية أنه سيتم الآن السماح للشركاء من نفس الجنس لدبلوماسيي الحكومات الأجنبية الذين ينتقلون إلى وظيفة في الولايات المتحدة بالتقدم بطلب للحصول على تأشيرات واحدة. لم يكن الشركاء من المثليين الذين يدخلون الولايات المتحدة لأسباب غير دبلوماسية مؤهلين بموجب السياسة الجديدة. 

-      وثائق مقابلة التأشيرة
*الوثائق الداعمة الخاصة بكل دولة والموقع القنصلي لها بالتفاصيل
*جواز سفر ساري المفعول، لا ينتهي خلال الستة أشهر القادمة
*رسوم نظام I-901 SEVIS (180 دولارًا)
*إكمال النموذج DS-160 عبر الإنترنت - هذا هو طلب تأشيرة غير مهاجر
*إيصال رسوم يؤكد دفع رسوم طلب التأشيرة البالغة 160 دولارًا (يرجى التحقق من أحدث الرسوم)
*صورة ملونة حديثة بحجم 2 "× 2"، بالتنسيق المحدد